# Музыка мизрахит
Музыка мизрахит, (ивр. מוזיקה מזרחית‎) или Средиземноморская музыка, (ивр. מוזיקה ים תיכונית‎) — музыкальный жанр музыки Израиля, основанный на традиционной музыке мизрахим (евреев Северной Африки и Ближнего Востока). На этот жанр музыки влияют арабская, йеменская, греческая, индийская, курдская, турецкая, марокканская, иракская и израильская музыка с 1930-х до 1950-х годов.

## История
С самого начала формирования музыкальной культуры «нового ишува» в Палестине евреи-иммигранты из Европы уделяли значительное внимание музыкальной традиции Ближнего Востока. Элементы арабской мелодики и музыки йеменских евреев нашли отражение в стиле академической музыки, получившем название Восточно-средиземноморской школы, а в 1930-е годы проникли и в популярную музыку, в первую очередь благодаря сотрудничеству композитора Нахума Нарды и представительницы йеменской общины, певицы Брахи Цфиры. Однако для выходцев из Европы музыкальная традиция арабских стран оставалась экзотикой, а йеменские евреи, как указывают Регев и Серусси, в их системе убеждений занимали место «благородных дикарей», которыми можно восхищаться, но чья культура остается чужой. Только после основания Израиля, с массовым приездом евреев из стран Магриба и арабских стран Азии, эта музыкальная культура начала становиться по-настоящему популярной, получив название «музыки Мизрахит» (букв. «Восточной»).
Первыми яркими представителями восточного стиля в израильской музыке стали выходец из Ирака Альберт Шетрит (известный под псевдонимом Фильфель аль-Масри) и марокканский еврей Жо Амар. В песнях первого соседствовали ивритский текст и традиционная арабская музыкальная обработка, что резко отличало их от господствующих в 1950-е годы в израильской эстраде стилей. Второй исполнял музыку в андалузском стиле, напоминающем одновременно популярную испанскую музыку (в первую очередь пасодобль) и городскую музыку Марокко; одна из его песен, «Шалом ле-бен доди» (ивр. שלום לבן דודי‎ — «Привет двоюродному брату»), стала позже одним из первых шлягеров в стиле Мизрахи после того, как вышла её кавер-версия в исполнении Зоара Аргова. В 50-е же годы эта музыка практически не звучала на радио и исполнялась в узком кругу «восточными евреями для восточных евреев».

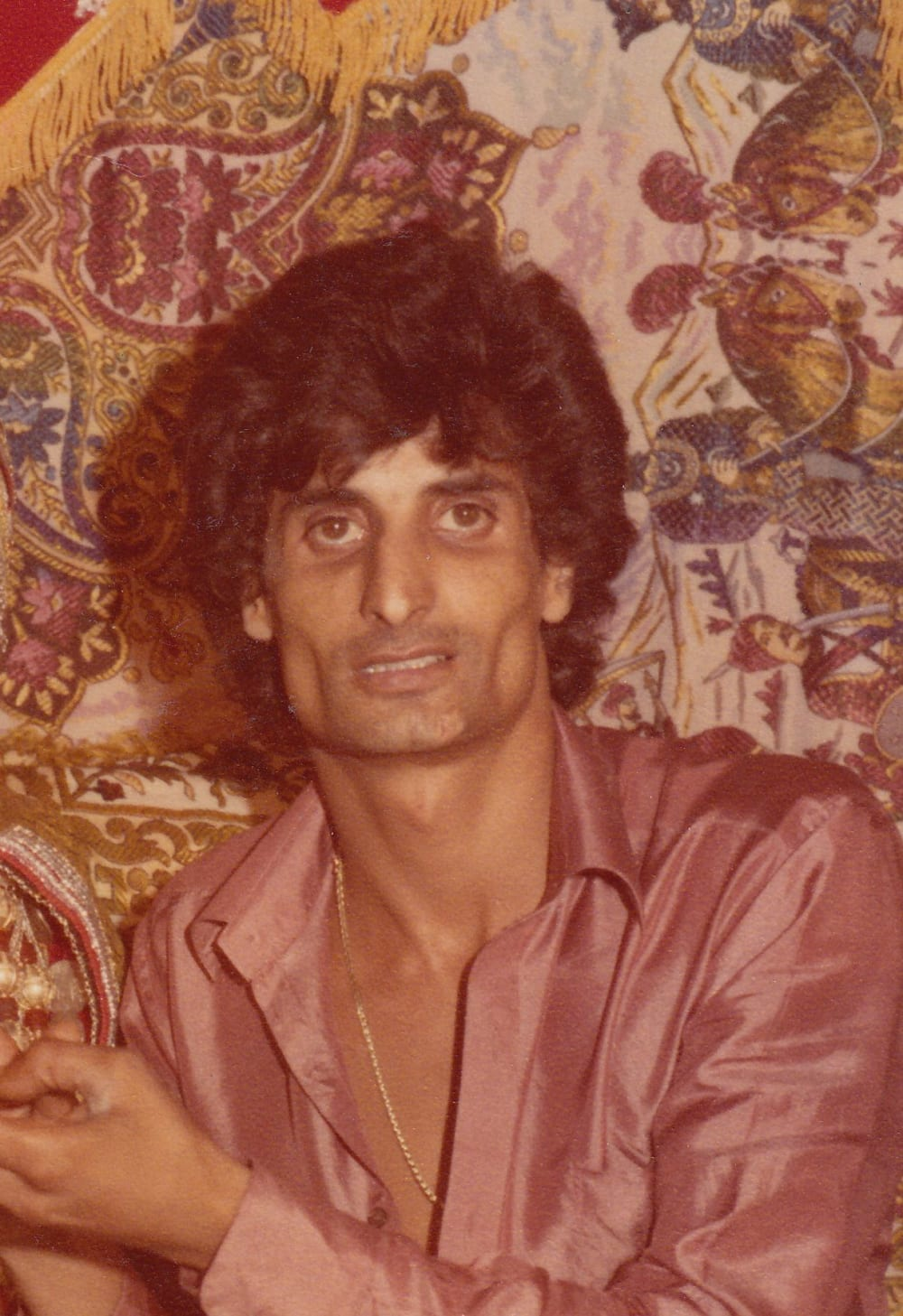
Зоар Аргов

В 1960-е годы место арабской музыки в этнической нише израильской музыкальной культуры заняла греческая, расцвет которой связан с огромной популярностью греческого певца Ариса Сана, который часто выступал в Израиле. Греческие исполнители были частыми гостями израильских ночных клубов, а греческий колорит прочно вошёл в музыкальную культуру репатриантов из стран Востока. В частности, популярным стал быстрый струнный перебор — стаккато на электрогитаре на высоких нотах, который имитировал звук бузуки; с тех пор этот приём остается одним из основных в ведущих исполнителей музыки Мизрахит

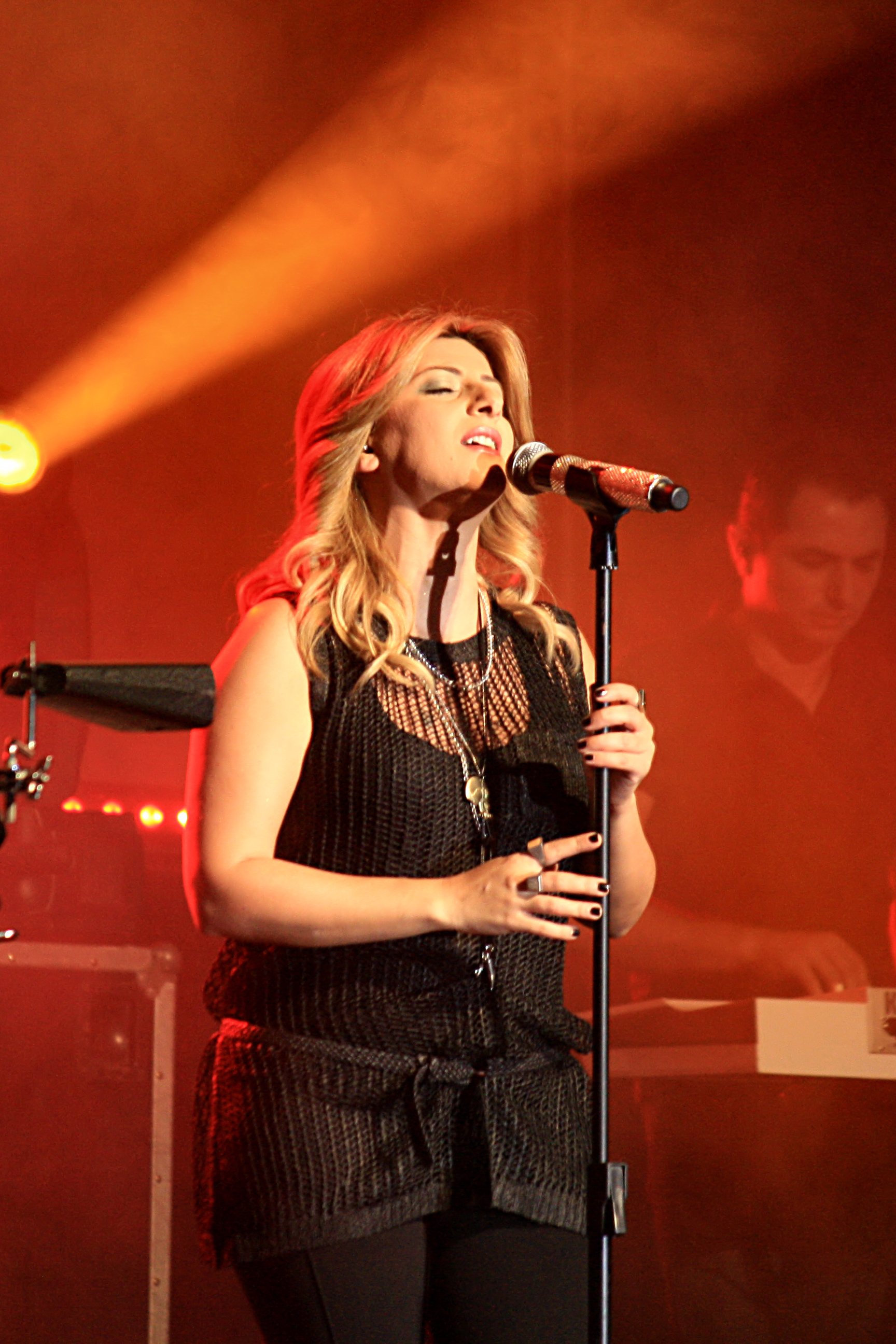
Сарит Хадад

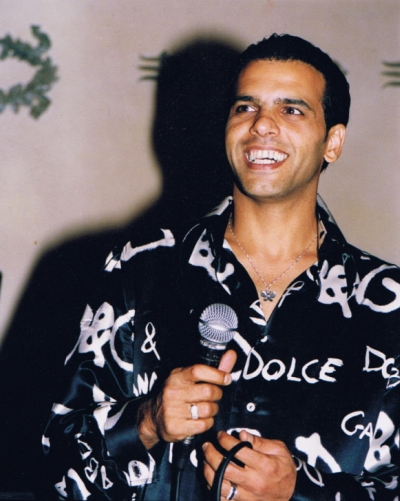
Эяль Голан

Восточный стиль в популярной музыке долго не мог стать частью общей израильской культуры. Этот стиль снисходительно именовался «музыкой кассет» и «музыкой Центральной станции» (по месту, где в Тель-Авиве легче было приобрести записи такой музыки на кассетах из открытых лотков); критики, представлявшие ашкеназскую интеллигенцию Израиля, открыто называли стиль безвкусным. Однако музыка Мизрахит продолжала исполняться в ночных клубах и кафе, и в 70-е годы началось формирование эстрадных ансамблей, самыми известными из которых стали «Лехакат цлилей ха-Керем» (рус. «Звуки виноградника» — в честь тель-авивского йеменского района Керен ха-тейманим) и «Лехакат цлилей ха-уд» (рус. «Звуки уда»). В 1971 году по инициативе директора фольклорного отделения «Коль Исраэль» Йосефа Бен-Исраэля Управление общественного вещания провело первый в Израиле фестиваль восточной песни, а в 1979 году мероприятия этого фестиваля впервые транслировало национальное телевидение. Именно в рамках этих фестивалей получили популярность будущие звезды стиля Мизрахи, в том числе победитель 1982 Зоар Аргов. По мере развития жанра в восьмидесятые и девяностые годы в нём слились ориентация на европейскую эстраду (в том числе стандартный западный набор инструментов), общеизраильские культурные коды и восточный (или «средиземноморский») музыкальный колорит, проявлениями которого стали вибрирующие голосовые «завитки» на длинных нотах, особенно в конце музыкальных фраз, циклический ритмический рисунок, напоминающий арабский музыкальный фольклор, нарочитая гнусавость пения и стёртая грань между мажорными и минорными тональностями.
Ведущим исполнителем стиля Мизрахи в 1980-е годы стал Хаим Моше — сын йеменских евреев, чьи выходившие на кассетах сборники песен расходились тиражами от 30 до 200 000 экземпляров (успешной стала кассета 1983 «Любовь моей жизни», выход которой знаменовал выход Моше на национальный уровень). Моше не ограничивал свое творчество только стилем Мизрахи — с ним сотрудничали ведущие ашкеназские авторы Нурит Хирш, Наоми Шемер, Ицхак Клептер и Узи Хитман. Короткой, но яркой была эстрадная карьера Зоара Аргова, который, в отличие от Моше, не пытался «наводить мосты» с ашкеназский культурным истеблишментом, но также исполнял и классические «песни Земли Израиля», и европейские баллады. Аргов покончил с собой в тюрьме в 1987 году, через семь лет после начала карьеры, в ходе следствия по обвинениям, связанным с наркотиками. Эта преждевременная смерть привлекла особое, хотя и запоздалое, внимание к его творчеству и послужила катализатором дальнейшей легитимации стиля Мизрахи. Могила Аргова стала местом паломничества подобно могил западных рок-звезд, а его памяти были впоследствии посвящены пьеса «Король» и художественный фильм «Зоар».
Турецко-арабский жанр, известный как «стиль Офера Леви», охватил страну с конца 1980-х до начала 2000-х годов. Этот жанр упоминается как «тяжёлая», «депрессивная» или «настоящая Музыка мизрахит», в отличие от средиземноморской музыки, которая считается «легкой» под влиянием западной музыки. Офер Леви смог сделать значительный шаг в жанре восточной музыке, на который до сих пор влияли йеменские композиторы и «легкие» средиземноморские композиторы. Леви стал первым певцом восточной и средиземноморской музыки, который начал свои сольные выступления в больших залах: Синераме, Театре Кесарии и Биньяней ха-ума ещё в 1993 году и тем самым проложил путь для артистов из жанра в места, которые были закрыты для них до тех пор, доказав, что для такой музыки были спрос и аудитория и этот жанр в Израиле не является второстепенным.
Вслед за Моше и Арговом центральной фигурой стиля Мизрахи стал композитор и исполнитель Авиху Медина, который посвятил значительную часть своего времени популяризации этого стиля и борьбе с культурной дискриминацией, якобы координированной ашкеназский истеблишментом. Целям популяризации и продвижения музыки Мизрахи посвящена также деятельность организации Азит (ивр. עזי"ת — עמותת הזמר הים תיכוני‎ — Общество средиземноморской песни). В 1990-х и двухтысячных года музыка Мизрахит фактически перестала быть музыкой отдельной этнической группы, став частью мейнстримной израильской поп-культуры. Окончательно стиль Мизрахи вписался в общеизраильскую культурную палитру благодаря популярным поп- и рок-исполнителям, таким как Офра Хаза, которая завоевала себе имя более традиционным репертуаром, а затем добавила в него восточный колорит, и группы «Ethnix» и «Типекс», включившие в свои композиции элементы Мизрахи и арабские народные инструменты, распознав коммерческий потенциал этого стиля. Лицом стиля Мизрахи конца 90-х годов и начала нового века стал бывший футболист, а затем певец Эяль Голан.
В 2015 году стали звёздами исполнители из дуэта Статик и Бен Эль Тавори, не только соединившие стиль мизрахи с хип-хопом, поп-музыкой, реггетоном, но и создавшие коллаборации с популярными звёздами стиля мизрахи Омером Адамом, Мири Месикой, Насрин Кадри.

## Известные певцы жанра Мизрахи
- Джо Амар (1930—2009) (марокканский еврей)
- Зоар Аргов (1955—1987) (йеменский еврей)
- Авиху Медина[англ.] (йеменский еврей)
- Даклон[англ.] (йеменский еврей)
- Хаим Моше[англ.] (йеменский еврей)
- Цион Голан[англ.] (йеменский еврей)
- Офра Хаза (1957—2000) (йеменская еврейка)
- Шими Тавори[англ.] (йеменский еврей)
- Офер Леви (курдский еврей)
- Эяль Голан (йеменский / марокканский еврей)
- Сарит Хадад (горская еврейка)
- Омер Адам (горский еврей)
- Мошик Афия (ливанский еврей)
- Дуду Аарон (йеменский еврей)
- Зехава Бен (марокканский еврей)
- Амир Бенаюн (марокканский еврей)
- Гад Эльбаз[англ.] (марокканский еврей)
- Майя Бускила (марокканский еврей)
- Ицик Кала (курдский еврей)
- Ишай Леви (йеменский еврей)
- Мири Месика (тунисская / иракская еврейка)
- Нинетт Тайеб (тунисский / марокканская еврейка)
- Боаз Мауд (йеменский еврей)
- Лиор Наркис (сербский (греко-тунисский род) / иракский еврей)
- Ави Перец (марокканский еврей)
- Коби Перец (марокканский еврей)
- Моше Перец (марокканский / иракский еврей)
- Насрин Кадри (арабская еврейка)
- Иегуда Саади[англ.]
- Шломи Шабат (турецкий еврей)
- Пеэр Таси (йеменский еврей)
- Маргалит Цанани (йеменский еврей)
- Идан Янив (бухарский еврей / индийский еврей)
- Коби Оз[англ.] (тунисский еврей)
- Эден Бен Закен[англ.] (марокканская / польская еврейка)
- Лиора Ицхак[англ.] (индийская еврейка)
- Моти Така (эфиопский еврей)
- Эден Хасон[англ.]
- Моран Мазор